# Лобженица (гмина)
Лобженица (пол. Łobżenica) — гмина (уезд) в Польше, входит как административная единица в Пильский повет, Великопольское воеводство. Население — 9927 человек (на 2004 год).

## Сельские округа
1. Хлебно
2. Дембно
3. Дзегчарня
4. Дзвершно-Мале
5. Дзвершно-Вельке
6. Фаняново
7. Фердынандово
8. Издебки
9. Косцежин-Малы
10. Крушки
11. Куново
12. Лишково
13. Люхово
14. Песно
15. Ратае
16. Щербин
17. Тополя
18. Тшебонь
19. Валентыново
20. Викторувко
21. Витрогощ
22. Витрогощ-Колёня

## Прочие поселения
1. Бегодзин
2. Дзюнин
3. Юзефиново
4. Лобжонка
5. Млыново
6. Новина
7. Песно
8. Пущка
9. Стебёнек
10. Витрогощ-Осада
11. Завада
12. Здрое

## Соседние гмины
1. Гмина Мроча
2. Гмина Садки
3. Гмина Венцборк
4. Гмина Выжиск
5. Гмина Высока
6. Гмина Злотув